# Denmoza

Denmoza és un gènere que pertany a la família de les cactàcies, l'origen de la qual és en les províncies de Mendoza, San Juan i La Rioja, Argentina. Comprèn 8 espècies descrites i d'aquestes, només 2 acceptades.

## Descripció
Cactus solitari, globós a columnar curt, pot assolir fins a 1,5 m d'alt i 15 a 40 cm de diàmetre, encara que és de creixement lent. Té fins a 30 costelles d'1 cm d'alt. arèoles separades al principi després s'ajunten. Espines marronoses, vermelloses i amb el temps grisos, molt diferents en plantes joves i adultes. Una espina central, de vegades absent, de 2 a 3 cm de llarg. De 8 a 12 espines radials, lleugerament corbades. Té arèoles de diverses grandàries, amb pèls marrons que semblen espines de fins a 7 cm de llarg. Les flors neixen a prop de la punta de la tija, tubulars, bilateralment simètriques, color vermell escarlata, el tub floral corbat; obren durant el dia a l'estiu polinitzades pels colibrís. El fruit és globós, sec quan madura, dehiscent, amb flocs pilosos, de 2,5 cm de diàmetre, verd pàl·lid.

## Cultiu
Es multiplica mitjançant llavors.
La temperatura mitjana mínima recomanable és de 5 °C. Exposició a ple sol. Requereix poc reg.

## Taxonomia
El gènere va ser descrit per Britton i Rose i publicat a The Cactaceae; descriptions and illustrations of plants of the cactus family 3: 78–79. 1922. L'espècie tipus és: Denmoza rhodacantha (Salm-Dyck) Britton & Rose
Etimologia
Denmoza: nom genèric que és un anagrama de Mendoza.

## Espècies acceptades
A continuació s'ofereix un llistat de les espècies del gènere Denmoza acceptades fins a l'abril de 2015, ordenades alfabèticament. Per a cadascuna s'indica el nom binomial seguit de l'autor, abreujat segons les convencions i usos.	
- Denmoza ducis-pauli (C.F. Först. exRümpler) Werderm. exBackeb.
- Denmoza rhodacantha (Salm-Dyck) Britton & Rose